# 会所 (中世)
会所（かいしょ）とは、文字通り解釈すれば、なんらかの会、催し物、寄合・会合が行われるところであるが、日本の中世期に発展して、ある特定の区画、さらには独立した建物が「会所」と名づけられることもあった。特に、会所が最も発達した室町時代については、節を設けて詳しく解説する。また、江戸時代における会所については会所 (近世)を参照のこと。

## 概要
歴史的に見ると会所のあり方、語の用法は多様であり、一概にこういうものである、とはいいがたい。　その系譜、性格の形成も、さまざまなものがからみあってできている。中世においては、会所内では身分差を気にせず過ごすことができた。例えば、室町時代なら、皇族、将軍、公卿、殿上人、僧、同朋衆などが身分の違いを気にせず同じ空間内に集まることが出来た。例えば連歌を行う際にはこうした諸身分の人々が車座になり、身分の低いものでも気兼ねなく歌をよんだ。連歌会以外にも、様々な「内々の遊び」・会合が催された。
会所は主に、皇族、公家や武家屋敷内、有力寺院の境内にあった。室町時代には将軍の御所内にもあり、政治的・文化的に活用された。室町将軍の会所は、常時唐物によって荘厳された。天皇の行幸の際には、特別な飾り付けがされ、見るものを圧倒させるほどだったという。

## 室町時代までの歴史
平安時代、寝殿造りの建築にあった来客と主人が対面するところ、客亭（出居）が、太田博太郎らによって、その起源にあげられている。客亭の多くは、二棟廊があてられた。また、形態から見ると、会所は、寝殿造から書院造への過渡期にあたるものとして注目されている。初期の会所とよばれた空間は建物の一部だったり、常御所や泉殿と兼用だったりしたが、室町時代には独立したものも増え、特定の建物に会所の名がついた。
「会所」の語は、平安時代末期から見られる。藤原定家の日記、『明月記』（建仁三年十二月十日条）にある記述は、「会所」の初見とされる。そこには、後鳥羽上皇の宇治御所にあった「風呂御所」のなかに「御会所」があった、とある。これとは別に、平安時代後期、慶滋保胤が尽力した勧学会が初出であるともいう。ここから、重要な史料をいくつか引用していくが、登場する「会所」の語は、太文字にして、強調した。
以下ふたつは、「会所」の語がみえる初期、鎌倉時代での記述である。鎌倉時代初め、鴨長明の『無名抄』「近代会狼藉事」にこう書かれている。

此比の人々の会に連なりて見れば、まず会所のしつらひより初めて、人の装束の打解けたるさま、各が気色有様、乱れがわしき事限りなし

鎌倉時代後期成立した無住編纂の『沙石集』巻八「歯取ラルヽ事」にも、「会所」の語が確認できる。

近世ノ作法、仏の懸記ニタガハズコソ、仏ノ弟子ナヲ仏意ニ背ク、マシテ在家俗士堂塔ヲ建立スル、多ハ名聞ノ為メ、若ハ家ノカザリトス、或ハ是レニヨリテ利ヲエ、或ハ酒宴ノ座席、詩歌ノ会所トシテ、無礼ノ事多シ

『無名抄』にある「会」とは、歌会のことである。『沙石集』では、酒宴の場を座席と、詩歌の場を会所と表現し、どちらからも、会所が文芸に関りの深いところだ、ということが分かる。また、会所に集う人々によって、その場は「乱れがわし」くなり、また、「無礼ノ事多」かった、と批判的に書かれている。
南北朝時代を描いた軍記物語である『太平記』の巻三十七では、足利尊氏方の佐々木道誉が都を落ちるときの話として以下のようなくだりがある。

爰ニ佐渡判官入道々誉都ヲ落ケル時、我宿所ヘハ定テサモトアル大将ヲ入替ンズラントテ、尋常ニ取シタヽメテ、六間ノ会所ニハ大文ノ畳ヲ敷双ベ、本尊・脇絵・花瓶・香炉・鑵子・盆ニ至マデ、一様ニ皆置調ヘテ、書院ニハ羲之ガ草書ノ偈・韓愈ガ文集、眠蔵ニハ、沈ノ枕ニ鈍子ノ宿直物ヲ取副テ置ク、十二間ノ遠待ニハ、鳥・兎・雉・白鳥、三竿ニ懸双ベ、三石入許ナル大筒ニ酒ヲ湛ヘ、遁世者二人留置テ、誰ニテモ此宿所ヘ来ラン人ニ一献ヲ進メヨト、巨細ヲ申置ニケリ

## 室町時代の会所
建築の形態から見ると、その間取りは、禅宗寺院の方丈との類似が指摘されている。また、主室に三幅対の掛軸を飾り、その前に三具足が置かれたこともあることから、実際に、方丈を意識してつくられたのだろう。建築史家の伊藤毅は、中世の草庵の、中世の会所との対照的なありかたをみて、その関連性を述べている。
室町時代の会所は、時には行幸などの大きな行事にも使われた建物であった。概して、公的な行事よりは、私的な、遊興的な行事で大々的につかわれた。この時代になると、色々な機能をもっていた寝殿造り建築は独立した建物で構成するようになってきた。それに合わせて、建物の一部にあった会所は、室町時代にはいると、やはり独立した建物がその中心になってくるが、室町時代、すべての会所が独立していたわけではない。室町時代初期には、応永度内裏や伏見殿御所など、その場その場で泉殿や小御所を会所に室礼した例もある。また、「会所泉殿」とよばれる建物が史料にいくつか見られることから、泉殿と会所の強い関係性がみえる。
なお、室町時代においては、「会所」を「クワィショ」くらいに発音していたらしい。このことは、以下の記事から推測されている。宮中の女官によって書かれた『御湯殿上日記』長享元年・十一・四条の記事。この「御くわい所」とは、足利義政の東山殿にあった会所のことである。

ひんかし山との御くわい所の御わたましの御れいに。しろ御たちてんそう御つかいにてまいる

### 会所の位置づけ
会所は、邸宅の居住空間である常御所や小御所などよりもさらに奥にあった。将軍家の会所の多くの特徴として、庭の一角の、池に面している場所に泉殿に接していたことがあげられる。日常のケではなく、時には行幸などの行事にも使ったハレの建物であった。

### 代表的な会所
代表的な会所建築として、将軍家の御所にあった会所をとりあげる。また、これら以外の有名なものとして、満済の時代の醍醐寺法身院と金剛輪院、大乗院門跡の成就院、伏見宮貞成親王の邸宅、時代下って細川高国の邸宅にあったものがあげられる。
義満の北山殿の会所

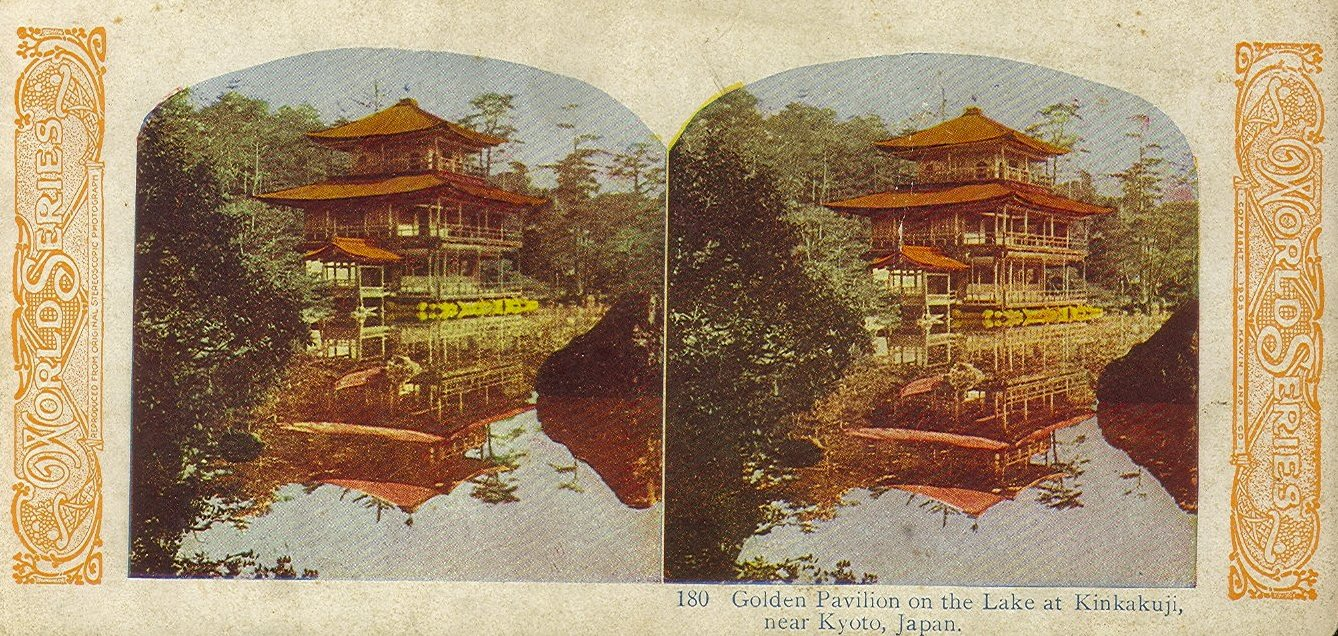
二階部分が会所建築であるともいわれる、1950年に焼失する前の金閣

三代将軍足利義満の北山殿北御所（今の鹿苑寺）には会所がひとつあり、これが独立会所のはじまり、将軍邸の会所のはじまりであると考えられている。天鏡閣とよばれた二階建ての建物であった。建物自体は、北山殿が西園寺家のものだった時からあった。会所の隣には泉殿と有名な三階建ての舎利殿（金閣）があって、舎利殿は二階部分は会所建築であるともいわれている。舎利殿と天鏡閣は、二階を廊下で結ばれていた。
義持の三条坊門殿の会所

四代将軍足利義持の三条坊門殿には、義持の御所となる前からあった東御会所（端御会所）と、永享元年（1429年）にできた奥御会所のふたつの会所があった。貞成親王の『看聞日記』（永享三年二月七日、1431年）には、「凡会所奥端両会所以下荘厳置物宝物等、目を驚かす。山水の殊勝言語の覃ぶ所に非ず。極楽世界の荘厳もかくの如きか」と、その飾りつけとともに褒めちぎっている。奥御会所には、十二間の主室があった。この三条坊門殿には、後代の義量や義教も住んだ。
義教の室町殿の会所

六代将軍足利義教がきづいた室町殿には、会所が三つもあった。御所内では次々に会所が建てられた。
- 南向会所 - 一番目、永享4年（1432年）にできた会所。名の通り、南に正面を向く。その南側に主室の九間があった。三つの会所の中で最も重んじられてつかわれた。観音殿とは、渡廊下で繋がっていた。
- 会所泉殿 - 二番目、永享5年（1433年）にできた会所で、北向会所ともいって、北に正面を向けていた。南向会所とは、池を挟んで向い合っていたとみられる。会所の典型には方丈の影響が見えたが、会所泉殿は、方丈よりは、名の通り泉殿から強い影響をうけた建物であった。下の復元平面図を他と比べれば、その会所としての異質さがわかるだろう。また、泉殿を兼ねていた建物であるともいう[10]。
- 新造会所 - 三番目、永享6年（1434年）[11]または永享7年（1435年）[12]にできた会所。新会所ともいう。正面を南とするのが定説だが、東向きの会所だったという異説もある[13]。三つの中では、最大のものである。

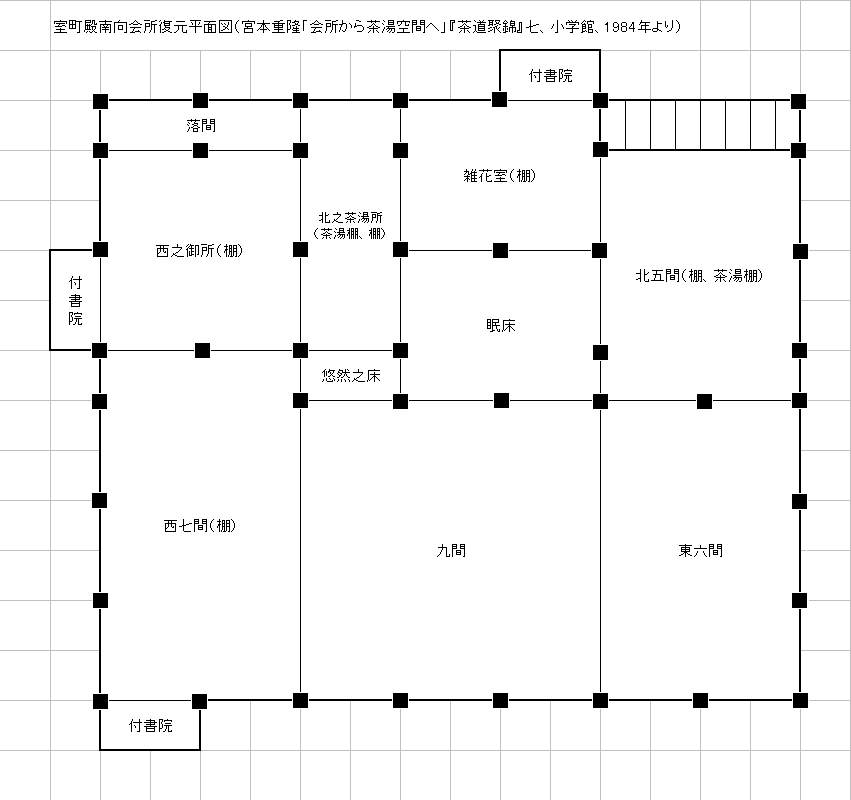
南向会所復元平面図
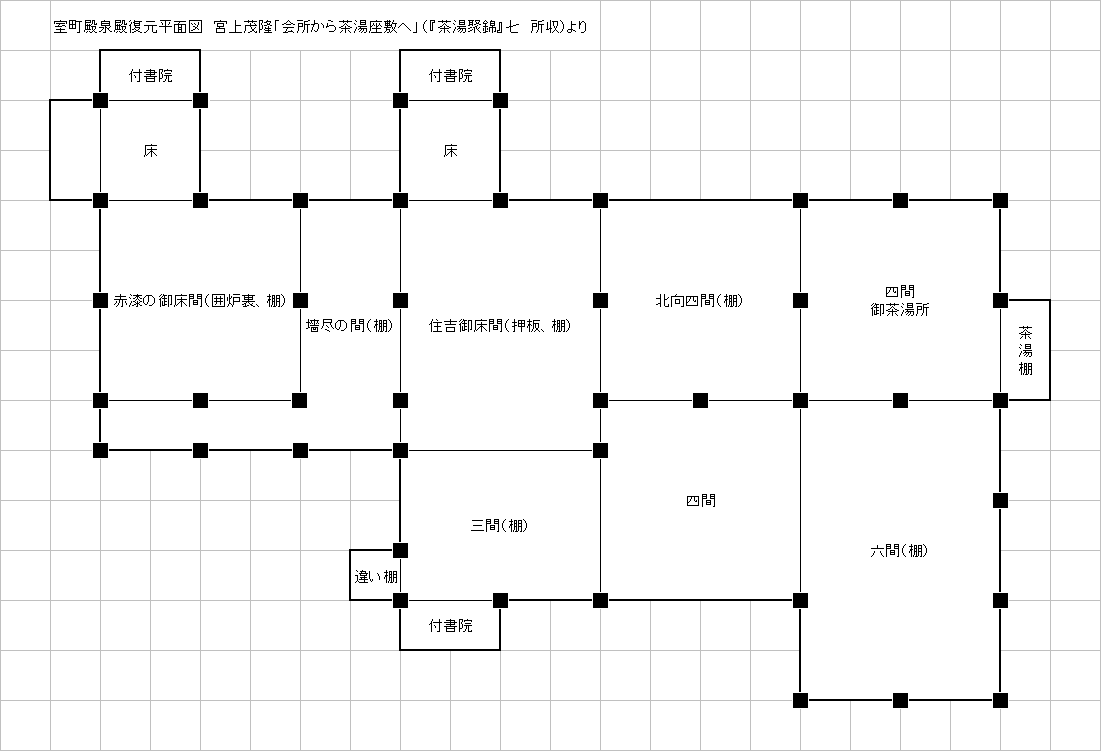
泉殿会所復元平面図
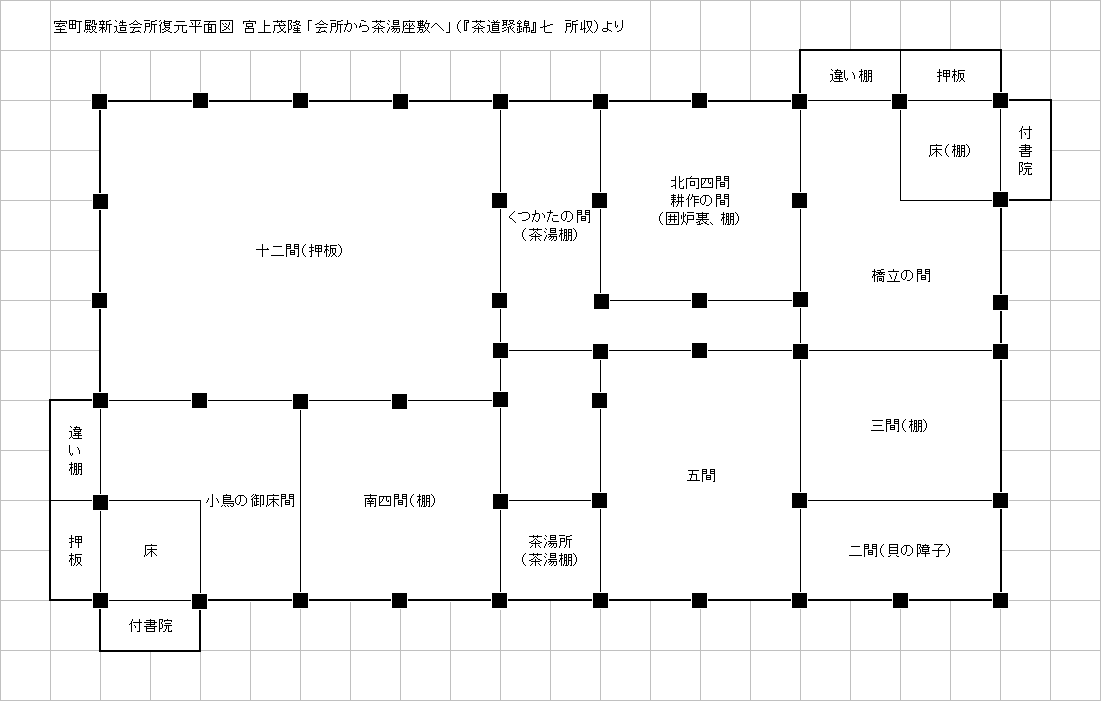
新造会所復元平面図

義政の東山殿の会所

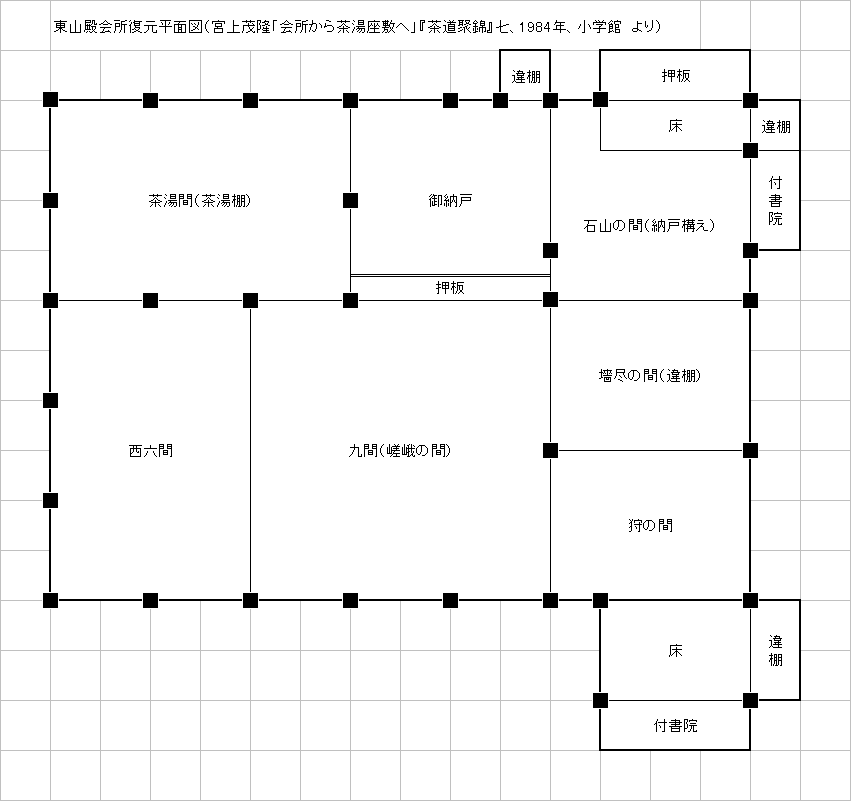
東山殿会所復元平面図
嵯峨の間の上にかいた押板が、押板か、置押板か説の分かれるところ

八代将軍足利義政がきづいた東山殿には、会所がひとつあった。南に正面を向く。主室の九間に押板があったといい、これは今までの会所の主室の傾向とは異なったものをみせている。が、それでも押板があった程度だ、ともいえ、大きな問題ではないという考え方もありえる。また、復元図のもとになった史料、『室町殿行幸御餝記』、『小河御所并東山殿御餝図』の解釈のちがいにより、主室にあったのはつくりつけの押板ではなく置押板である、という説もある。
この会所の位置については、堀口捨己によって、常御所より表向き、観音殿と東求堂の間に位置するだろう、と推測されたが、この説を川上貢が否定している。会所の、その副次的な性格から、常御所の前面に配置されるわけがなく、やはり、奥向きにあったのだろう、と川上は推測し、整合性があうように東山殿の復元配置を試みている。

### 主室
会所では、付書院とか違い棚とか押板とか、唐物の飾りの場としての性質、後世の書院造につながる設備が注目されるが、そういったものがあるのは、附属の小部屋である。会所の本質たる主室には、もともとの会所としての機能、寄合の場としての機能をたもっていたので、そういう飾るための設備がない。行幸など、特別のときは、置押板を設置して飾りつけをした。主室が、主に九間の正方形をしていたのは、この世の浄土を目指した阿弥陀堂に起源を持つという。

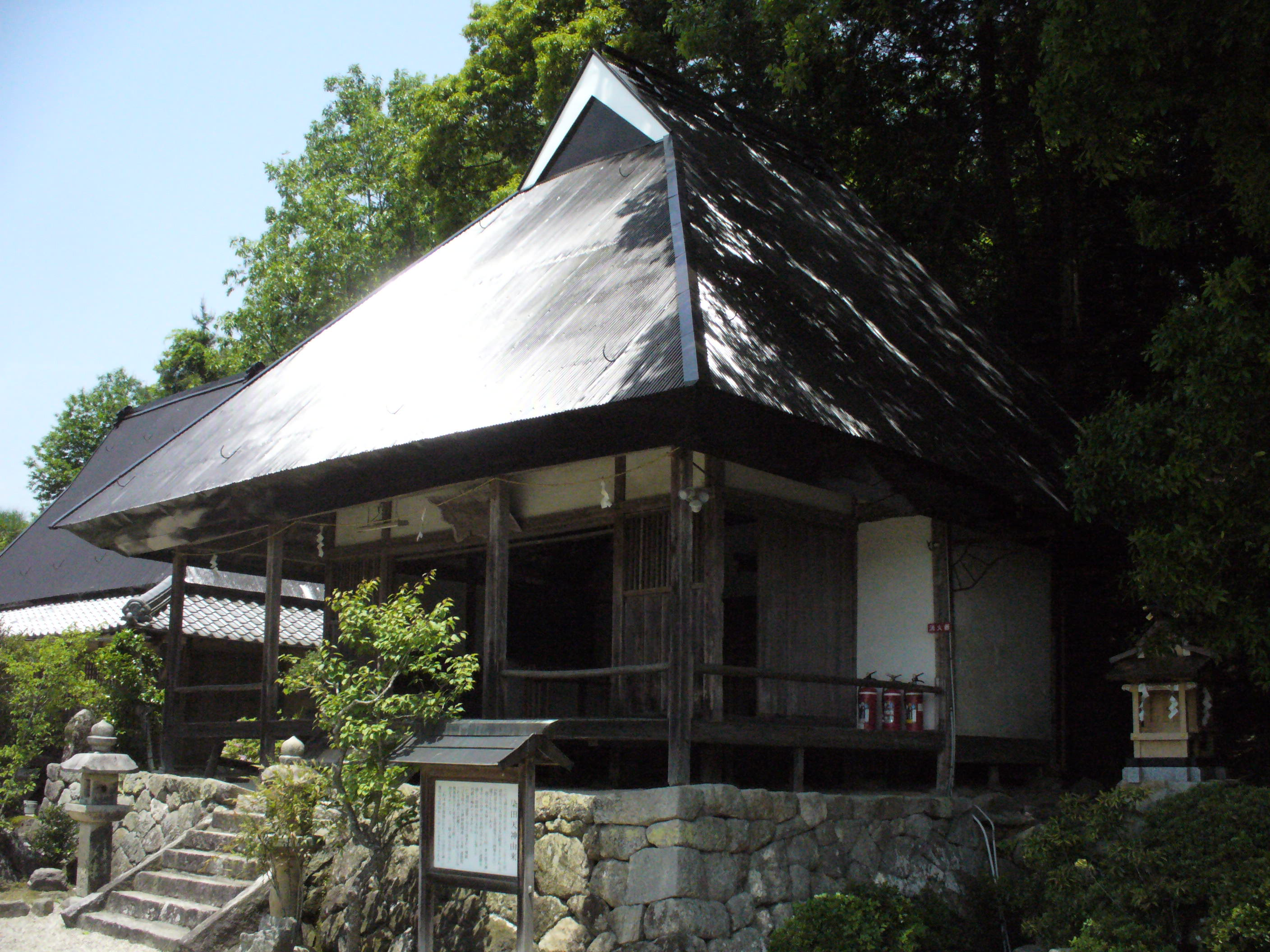
染田天神講連歌堂

今に残る会所にも、そのことは窺える。大阪市平野区の杭全神社には、いまも連歌会所（連歌所）が残っている。これは江戸時代、宝永5年の建築であり、いまでも連歌会につかわれている。六間の大きさで、その内部をみると、正面中央に押板床がある以外は、扁額三十六歌仙絵が飾られるだけの、何もない空間である。また、宇陀市室生染田には、中世から伝統が続く染田天神講の連歌堂があるが、やはり江戸時代に建てられたもので、これも内部には何もない。このような何もない空間は、上下なく平等性を重んじる連歌を張行する場にふさわしかった。
また、落間や広庇もつかなかった。それは、身分の低い、例えば同朋衆が、連歌や闘茶などの遊びの際に同席して、同じ空間を共有できる場として、会所があったからである。以下、詳説する。

### 寄合の場
会所は、行幸のとき、大いに活用され、唐物で飾付けられた。
同朋衆は、将軍に近侍した時衆をなのる僧で、遁世者の系譜をうけつぐものである。会所の一切は、同朋衆にまかされた。同朋衆の能力は、会所においては、飾りつけの分野で発揮された（#唐物の展示場として、で詳述）。このように会所は、権力者の邸宅内にあって無縁の者と深く関りをもつ、異質な空間だった。主室の近くには、広庇、落間がない。広庇、落間は、いやしいものが高貴な身分のものにちかづくとき、その身分差を表すためにあった。他の御殿にあった建物、特に表向きにあった建物、例えば同じ敷地内の常御所にはこれらがあったが、会所には、ほぼなかったといっていい。これに例外はある（義政の東山殿会所）が、その場合は会所の中でも、たとえば将軍の居室として定められたところに接していて、会所の本質たる主室に接するところにはなかった。これらが、連歌会のおりの平等を実現していた。
ところで、この平等は、「その場限り」のものであったことが指摘されている。つまり、連歌の会の間、その会所の主室に限った場での平等、ということになる。これは、以下に述べる後鳥羽院による歌合から続く性質である。

#### 文芸・芸能の場として
平安時代、連歌のもととなった歌合が、天皇の御所などでも盛んに催されていた。その開催場所は清涼殿や二棟廊などで、公的な場ということもあって、身分により座る場所が決まった。座主から見て、より身分の低いものは、遠くへ、下へ、となっていた。右方と左方もはっきりと分かれていた。また、会の内容も晴儀の場であったし、儀礼的な遊戯・遊宴にすぎなかったが、この性格は白河天皇の時代以降、大きく変った。歌合に対する、文芸としての意識が高まったのである。
この傾向は、鎌倉時代、文芸好きな後鳥羽天皇の時代になるとさらに加速した。この時代には、勅撰集で八代集のひとつの『新古今和歌集』が編まれたが、その編集作業もかねて行われた歌合では、会の効率をあげるため、屋内という閉ざされたところで、身分の高きも低きも一緒のところで歌をよむようになった。そこは、院の邸内という、本来ならば身分秩序が守られるべき場であるはずのところである。このあともずっとこうした傾向がつづいたわけではないが、これは、連歌を開催する場となった会所へとつながる変化であろう。
その連歌といえば、鎌倉時代中ごろから約百年、御霊の鎮魂の性格を持つ花の下連歌が無縁の遁世者によってひらかれ、好評を博していた。花の下連歌には、飛び込みの参加も可能で、連衆のなかに、高貴な身の人、例えば源実朝の側近で、和歌の名手あった素暹法師（東入道、俗名千葉胤行）やさらには上皇がお忍びでまぎれることもあった。南北朝末期、花の下連歌が廃れたとき、その代わりを担った、主に北野天満宮で張行された笠着連歌もまた、参加者の身分を明かさずにおこなわれるものであった。連衆は笠を着て身を隠し、歌をよんだ。笠着連歌は、江戸時代まで続いた。この系譜は、やはり貴賤同座していた会所での連歌につながっていく。
会所の話に戻すと、「内々の御あそび」が会所で盛んにおこなわれた。例えば、連歌以外にも、闘茶などがあり、会所の主室がその会場だった。他にも猿楽の鑑賞、月見、宴会をすることがあった。連歌をおこなうときは、貴賤を問わず参加者は、紙に書き取る役目を担う執筆を中心に円になって、一座をつくった。正方形で完結した場である主室は、連歌の張行には適していた。
室町時代、禅宗文化が栄え、茶礼が盛んになったが、上層階級の間では、義政の時代まで闘茶も広く親しまれていた。会所では主に闘茶と、時には茶礼が催された。また、回茶も行われ、応永23年（1416年）の茶会は盛大なものであった。会所には茶湯所があり、茶湯棚がおかれていた。そこでは同朋衆がつめていて、必要に応じて茶をたてた。義教の室町殿にあった会所泉殿には、将軍みづからが茶をたてることもあったろう、と推測できるような御座所のつくりになっている。
また、花賞翫の風習から花合、花競べなど、後世いけばなに通ずるものも行われた。伏見宮御所で催された七夕法楽のときには、花合が盛んにひらかれ、好評を博した。永享4年の七夕法楽においては、伏見宮の会所（常御所）を65瓶もの花瓶、花で飾ったほどだ。

### 唐物の展示場として
会所では、会合の出席者の目を楽しませるため、飾りつけがなされた。その中心は、初期は風流作物だったものの、禅宗の興隆に伴い、日本と宋、元の交流が増えるにつれて、唐物に置き換った。後述するが、唐物は、「美術品」のごとく、その物以上の価値があるように扱われた。そこには将軍家によって、唐物の価値がつけられる一面がある。こうしたとき「唐物目利」として活躍したのが、同朋衆の能阿弥、芸阿弥、相阿弥である。彼らによって書かれた『室町殿行幸御餝記』や『小河御所并東山殿御餝図』から、行幸のときや普段、御所がどう飾りつけられたか、が分かるが、唐物が重視されている有様が見て取れる。装飾の取扱いかたは、臨時と専用の会所によって異なり、臨時の会所では会合が終るたびに撤去していたが、専用の会所では常に飾り付けられるようになっていく。
義満の北山殿にあった会所、天鏡閣は二階建てであり、これには禅宗文化の影響が見え、唐物との親和性はよかったろう。北山殿行幸のとき、和の建物である常御所の飾りが和物で構成されていたことと対比できる。だが、その行幸のとき、三船御会の詩歌の会が催されたり、義満の北山殿の会所も義教室町殿の会所も、その飾りつけは唐物がほとんどだが、決して和物といえるものが飾られていないことから、二項対立だけでは語りつくせない。北山殿の会所は、奥向きの庭、異質な建物の舎利殿のとなりにあったともいわれているし、訪問した客から見れば、多種多彩なものが一度にはいってくる、豪奢な景色になっていたことだろう。
そんな会所に唐物は飾られていたのであるが、飾付けに使われた唐物自体はどう見られていたのだろうか。唐物とは文字通り唐渡りの品であり、バサラ文化においては、現代でいうとグッチやカルティエのようなブランド物のごとく、珍奇なものということで大いにもてはやされ、兼好法師などの知識人からは煙たがれていたわけだが、これを義満は好み、権威づけていった。行幸のおりには会所にも飾られた唐物には将軍家所蔵を示す印がついた。義満の「道有」、「天山」、義教の「雑華室」であり、これらの印がついた宝物は義政のコレクションである「東山御物」へと発展した。将軍家には唐物を「美術品」にするように仕向けるところがあった。将軍は、行幸のときこれを訪問客に見せ、そして進上した。御所に飾られたもの、という箔がついた品は評判高く出回ったことだろう。ここには、唐物を唐渡りの珍奇な品物ではなく、文化的、美的価値のある「美術品」として見る視点が生まれていた、ともいえる。文化的とは当時流行した大陸の禅の匂いであり、美的とは能阿弥、相阿弥、芸阿弥といった同朋衆などの目利きの確かさであった。
将軍家所蔵の唐物は、それだけで由緒がついた宝物となり、大いにもてはやされた。唐物には金銭的な価値も生まれ、売買取引されることまであり、つまり将軍家への富につながった。唐物にまつわるこのようなシステムをつくったのが義満であり、義教の時代に整備され、活用された。

## 会所の終焉
日本は、応仁の乱や明応の政変を契機として戦国時代に突入した。それまで支配者の立場であった武士層・貴族層が没落しだし、代って文化面でも戦国大名、町民が台頭してきた。茶についても闘茶から村田珠光流の茶の湯へと流行が移っていった。茶の湯を飾るのは、それまでの支配者から買い取られた唐物であった。より茶の湯に適した建物である茶湯座敷が発展し、連歌を張行する文芸の場としては、数寄座敷が生まれた。そして江戸時代までには会所は姿を消し、寄合の場としては、町会所、会所地と呼ばれるものも出てくる。だが無縁の空間としての伝統は、形を変えて江戸時代にも変らず、また近代まで、そこかしこに残っていたという。

## 研究史
会所を巡る研究で早いものに、1954年に太田博太郎が、会所と出居の関係を論じたものがあげられる。ここで太田は、中世の会所が、平安時代の出居が発展したことを推測している。これを受けて川上貢は、私家版の『日本中世住宅の研究』を発表し、出居はむしろ中世での公卿座に関係が深く、奥向きにあって用途にも違いの見える会所とは関連性が薄いことを指摘した。この『日本中世住宅の研究』は、会所のみならず、日本中世の建築史を見る上で欠かせない研究である。その後も1964年、太田は、川上の説を受け入れるところがありながらも、その切り離せない出居から会所への発展の歴史を見ている。